# Josie Mpama
Josie Mpama, de son vrai nom Joséphine Palmer, née le 21 mars 1903 et morte le 3 décembre 1979, est une militante anti- apartheid sud-africaine.

## Biographie

### Enfance et origines
Mpama naît le 21 mars 1903 à Potchefstroom, alors colonie du Transvaal (région faisant partie de nos jours de la province du Nord-Ouest de l'Afrique du Sud),.  
Ses parents sont Georgina Garson et Stephen Bonny Mpama, un interprète du gouvernement.  
Mpama grandit à Sophiatown, en banlieue de Johannesburg, avant de retourner à Potchefstroom en 1921,.  
Elle se décrit comme étant de couleur ; son père étant un zoulou converti au christianisme et sa mère une mfengu, afrikaner et mosotho.   
Connue sous le nom de Josie Palmer, version anglicisée du nom zoulou de son père, elle utilise plus tard le nom Mpama après son déménagement dans un township noir, mais garde les deux noms tout au long de sa vie, en fonction notamment de son lieu de résidence.  

### Militantisme et engagement
À la fin des années 1920, Mpama adhère au Parti communiste d'Afrique du Sud, prédécesseur du Parti communiste sud-africain et est l'une des premières femmes noires à le faire. Peu après son adhésion, elle accède au poste de secrétaire de la section du Parti communiste de Potchefstroom.  
En 1928, elle mène une campagne contre l'obligation pour les résidents noirs d'un quartier de Potchefstroom d'obtenir un permis de séjour pour toute personne séjournant chez eux, y compris leurs propres enfants adultes. Elle s'implique également dans des campagnes contre plusieurs autres restrictions de séjour et de déplacement,.   
Elle prend part aux émeutes de 1929 dans les brasseries. 
Au cours de ses débuts en politique, elle travaille comme blanchisseuse pour des familles blanches afin de joindre les deux bouts. 
Elle et son mari quittent Potchefstroom en 1931 pour Johannesburg.  Elle rejoint le Bureau politique du Parti communiste en 1937, puis son Comité central. Elle devient membre du comité de Johannesburg dans les années 1940 et est l'une des responsables de la section féminine du parti.  
Dans les années 1920 et 1930, Mpama écrit pour Umsebenzi, l'organe de presse officiel du Parti communiste, en mettant en lumière les luttes des travailleurs noirs. Elle est une fervente militante pro-syndicale et lutte pour une augmentation des salaires des enseignants,.   
En 1935, elle se rend à Moscou pour assister au septième Congrès mondial de l'Internationale communiste et faire des études à l'Université communiste des travailleurs de l'Est,.  
L'activisme de Mpama s'étend également à la lutte pour les droits des femmes. En 1947, elle participe à la fondation de l'Union des femmes du Transvaal, dont elle devient la première secrétaire. En 1954, elle contribue à la fondation de la Fédération des femmes sud-africaines  dont elle obtient la direction de la branche du Transvaal. 
Mpama subit des pressions de la part des autorités, notamment une interdiction de religion au milieu des années 1950 et une arrestation en 1960. Elle se retire de la vie politique en raison de cette interdiction et de problèmes de santé. Elle passe ses dernières années à organiser des groupes de femmes dans son église.  
Mpama décède le 3 décembre 1979, renversée par une voiture tandis qu'elle attendait de toucher sa pension.,

## Vie privée
Mpama est mariée en union libre à Thabo Edwin Mofutsanyana, un dirigeant du Congrès national africain et du Parti communiste d'Afrique du Sud, dans les années 1920,,,. Selon les lois de l'apartheid, en raison du statut africain de Mofutsanyana et celui personne de couleur de Mpama, leur partenariat viole "légalement" les lois de l'apartheid.  Le couple se sépare à la fin des années 1930. 
Mpama est mère de plusieurs enfants, fruit de ses amours multiples, notamment de filles : Carol née en 1920, Francis née en 1926, Hilda née en 1928 et un fils Dennis, probablement le fruit d'une liaison avec Moses Kotane. 
Anglicane pratiquante, Mpama déclare haut et fort qu'il n'y a aucune contradiction entre sa foi chrétienne et son engagement envers le communisme.

## Hommages
En 2004, elle reçoit à titre posthume l' Ordre de Luthuli en argent pour son activisme contre l'apartheid et en faveur des droits des travailleurs,.  
Elle est représentée par une sculpture au Monument du patrimoine national dans la réserve naturelle de Groenkloof. 

## Note et références